# Холмск (локомотивное депо)
Локомотивное депо Холмск (ТЧ-2) — предприятие железнодорожного транспорта в городе Холмск Сахалинской области, входит в состав железнодорожной станции Холмск-Северный Сахалинского региона Дальневосточной железной дороги. Депо занимается эксплуатацией тягового подвижного состава и обслуживанием железнодорожного пути ПЧ-33 от станции Шахта-Сахалинская до станции Арсентьевка.

## История

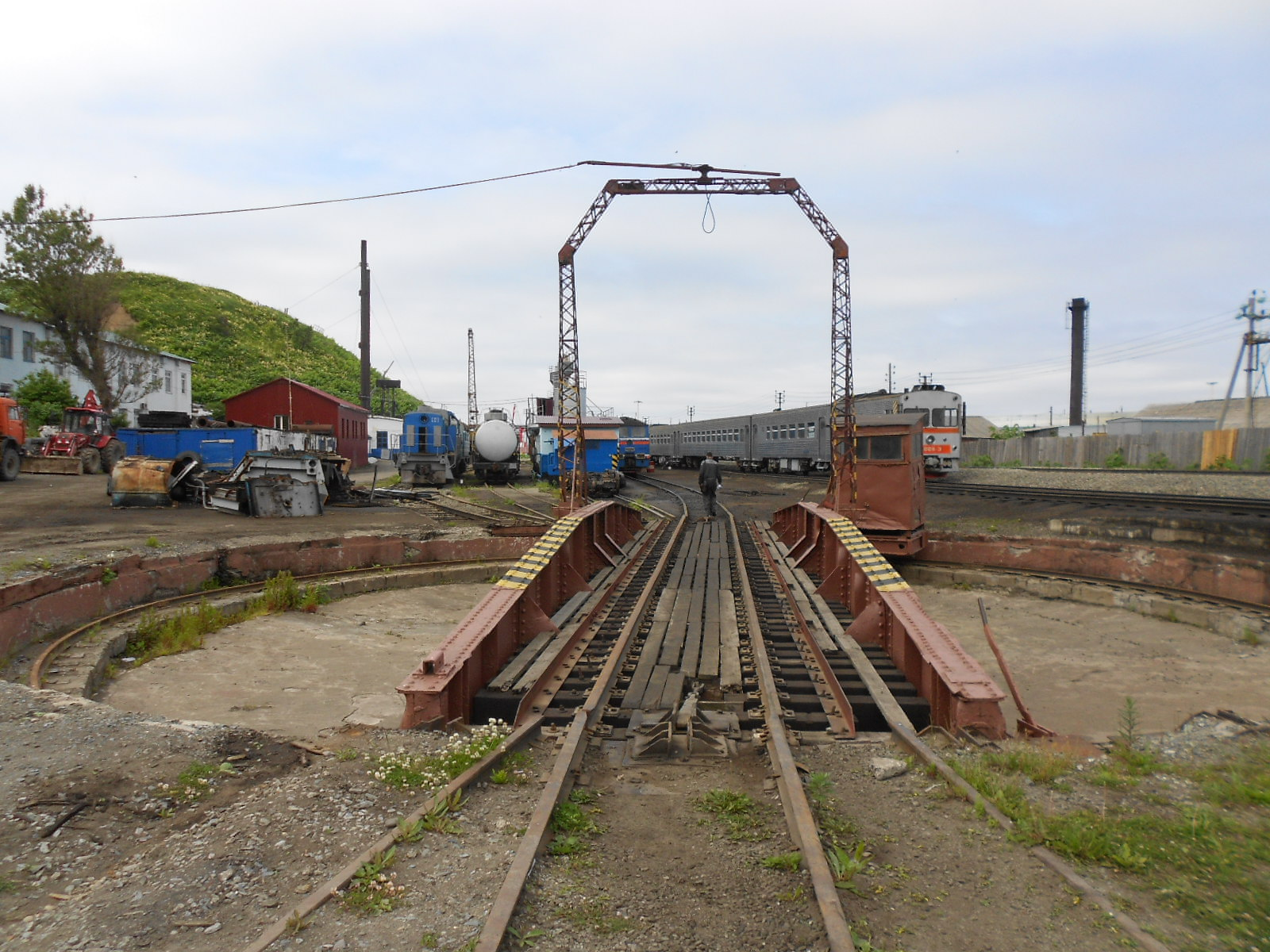
Поворотный круг японской постройки (2016)

Депо начало свою работу в 1926 году, когда вместе со станцией Кита-Маока были построены веерное здание и поворотный круг. В советские времена было построено современное двухстойловое здание прямоугольной формы. В начале 1980-х годов вступил в строй пункт промывки вагонов. В октябре 2014 года японское депо веерного типа демонтировано.

## Тяговые плечи
- Грузовое движение: Шахта-Сахалинская — Холмск-Северный — Арсентьевка
- Пассажирское движение: Николайчук — Холмск-Северный — Чехов-Сахалинский — Томари

## Подвижной состав в 2010-х годах

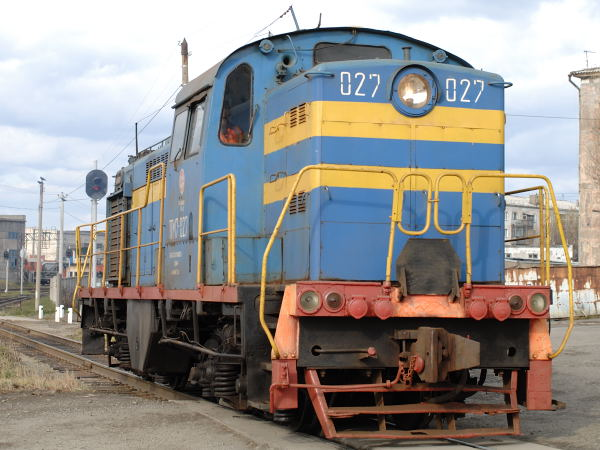
Тепловоз ТГМ7-027 в Холмске

К депо Холмск, по состоянию на 2001 год, приписаны 36 тепловозов (из 87 тепловозов, составляющий состав Сахалинской железной дороги): ТГ16 (14 ед.), ТГ21 (1 ед.), ТГ22 (1 ед.), ТГМ7 (7 ед.), ТГМ11 (2 ед.), ТГМ11А (10 ед.) — производства Людиновского машиностроительного завода. Кроме того, здесь есть один из немногих на Сахалинской железной дороге «традиционных» узкоколейных тепловозов производства Камбарского машиностроительного завода — ТУ8Г-0022. На станции Холмск-Северный базируется восстановительный поезд, в составе которого входит кран на железнодорожном ходу, две платформы с тягачами (один из тягачей сделан на базе танка и оснащён плугом) и несколько старых японских вагонов для перевозки рабочих бригад. В путейской части станции Холмск находится несколько видов снегоуборочной техники, в том числе: японский «Вадзима», советский СМ2, дрезины, автомотрисы и тепловоз ТУ8Г. Некоторые дрезины оборудованы самодельными увеличенными кабинами для перевозки людей.

## Подвижной состав
После перешивки на 1520 мм в депо работают тепловозы 2М62 и ТЭМ18Д.

## Портовое депо
В порту имеется для материковских тепловозов небольшой двухстойловый корпус, на четыре локомотива. В одном из его стойл положена совмещённая колея для захода ширококолейных машин. Здесь же действует пункт перестановки вагонов на 4 вагона. Он занимается перестановкой тележек вагонов, прибывающих по паромной переправе Ванино — Холмск, с колеи 1520 мм на колею 1067 мм, которая сохраняется на Сахалине со времён Карафуто.